# Chérémon d'Alexandrie
Pour les articles homonymes, voir Chérémon.
Chérémon d'Alexandrie ou Chérémon le Stoïcien est un philosophe stoïcien, mais aussi un prêtre égyptien, actif vers l'an 50 à Rome.
Son nom est parfois écrit Chaerémon ou Chairémon.

## Biographie
Il est probablement né en Égypte. Selon la Souda, Chérémon fut chef de l'école des grammairiens à Alexandrie, en réalité hiérogrammate dans la hiérarchie religieuse égyptienne. Il fut peut-être le conservateur du Musée d'Alexandrie et fut appelé à Rome en 49 pour devenir un précepteur de celui qui deviendra l'empereur Néron en 54.

## Chérémon philosophe stoïcien
Plusieurs auteurs le disent philosophe. Origène et Porphyre de Tyr le classent comme stoïcien. Il défend la magie, mais aussi l'astrologie, surtout dans une théorie des cycles cosmiques.

## Chérémon prêtre égyptien
Il a écrit un livre intitulé Hieroglyphica, sur les hiéroglyphes, qui influença Clément d'Alexandrie et Horapollon, auteur aussi d'un Hieroglyphica au Ve siècle à Alexandrie, et laissé une Histoire d'Égypte. La description des prêtres égyptiens par Porphyre de Tyr  emprunte à ce dernier ouvrage :

« Le stoïcien Chérémon, dans son exposé sur les prêtres d'Égypte, que les Égyptiens, dit-il, considèrent aussi comme des philosophes, explique qu'ils ont choisi les temples comme lieu approprié à la philosophie. En effet, séjourner auprès des images qui s'y trouvent est étroitement lié à un entier désir de contemplation et cela assure leur sécurité... Ayant donc rejeté toute autre préoccupation et toutes tâches humaines, les prêtres ont consacré leur vie tout entière à la contemplation et à la vision des choses divines... On les voit toujours près des dieux ou de leurs images, les portant ou marchant devant elles ou les disposant avec cérémonie et révérence : rien de tout cela n'est dépourvu de sens, mais chaque rite indique quelque raison naturelle... Chacun porte un symbole qui signifie la classe qui lui est échue dans les cérémonies, car il y a plusieurs classes. Leur régime est frugal et sans recherche... »

— Chérémon, Fragment 10, Porphyre, De l'abstinence, IV, 6-8.

### Textes
- Pieter Willem van der Horst, Chairemon: Egyptian Priest and Stoic Philosopher. The fragments collected and translated with explanatory notes, Leyde, Brill, coll. « Études préliminaires aux religions orientales dans l'empire romain », 1984, XIX-85 p. Google Book
- P. Charvet, S. Aufrère, J-M. Kowalski, A. Zucker, Le Quartette d'Alexandrie - Hérodote, Diodore, Strabon, Chérémon, Collection Bouquins, Paris, 2021, (1563 p)S. Aufrère y reconstitue pour Chérémon, de manière fictive, un Livre de Phtomyris ou Critiques des Aigyptiaka  offrant une description détaillée de l’Égypte avec de nombreux commentaires sur ses prédécesseurs Hérodote, Strabon et Diodore :

« En fournissant ainsi au lecteur une œuvre reconstituée de Chérémon, nous proposions cependant un texte appelé par les vœux des Égyptiens eux-mêmes. Un tel livre a sans doute même existé, avec une perspective polémiste, sous la signature de Manéthon de Sebennytos et peut-être même sous celles d’autres auteurs comme Ptolémée de Mendès, mais ces livres ont été perdus. En faisant le choix de restituer, voire de réinventer cet ouvrage de Chérémon, nous souhaitions rendre ainsi justice, par une critique issue des rangs mêmes des Égypto-grecs, à l’originalité d’une culture souvent négligé »

— compte rendu de cet ouvrage par Cathie Spieser, Recension : « Le Quartette d'Alexandrie », S. H. Aufrère et al, dans Égypte, Afrique et Orient 102, 2021, p. 59-61, en ligne sur Academia.edu.

### Études
- H.-R. Schwyzer, Chairemon, Leipzig, 1932.